# Samúel Friðjónsson
Samúel Friðjónsson (Reykjanesbær, 22 de fevereiro de 1996), é um futebolista islandês que atua como meio-campo. Atualmente, joga pelo Vålerenga.

## Carreira
Foi convocado para defender a Seleção Islandesa de Futebol na Copa do Mundo de 2018.